# 아비도스 백반
아비도스 백반(Abydos Facula)은 목성의 위성인 가니메데의 흰 반점 모양의 지형이다. 길이는 180km이다.